# تلمبه صمدآقا
تلمبه صمدآقا یک منطقهٔ مسکونی در ایران است که در دهستان ریزآب واقع شده‌است. تلمبه صمدآقا ۵۱ نفر جمعیت دارد.